# Ficus populifolia
Ficus populifolia är en mullbärsväxtart som beskrevs av Vahl. Ficus populifolia ingår i släktet fikonsläktet, och familjen mullbärsväxter. Inga underarter finns listade i Catalogue of Life.